# Manta, Ecuador
Manta este un oraș din Ecuador de 201.700 locuitori. 

## Climă
| Date climatice pentru Manta, Ecuador                       | Date climatice pentru Manta, Ecuador | Date climatice pentru Manta, Ecuador | Date climatice pentru Manta, Ecuador | Date climatice pentru Manta, Ecuador | Date climatice pentru Manta, Ecuador | Date climatice pentru Manta, Ecuador | Date climatice pentru Manta, Ecuador | Date climatice pentru Manta, Ecuador | Date climatice pentru Manta, Ecuador | Date climatice pentru Manta, Ecuador | Date climatice pentru Manta, Ecuador | Date climatice pentru Manta, Ecuador | Date climatice pentru Manta, Ecuador |
| Luna                                                       | Ian                                  | Feb                                  | Mar                                  | Apr                                  | Mai                                  | Iun                                  | Iul                                  | Aug                                  | Sep                                  | Oct                                  | Nov                                  | Dec                                  | Anual                                |
| ---------------------------------------------------------- | ------------------------------------ | ------------------------------------ | ------------------------------------ | ------------------------------------ | ------------------------------------ | ------------------------------------ | ------------------------------------ | ------------------------------------ | ------------------------------------ | ------------------------------------ | ------------------------------------ | ------------------------------------ | ------------------------------------ |
| Maxima medie °C (°F)                                       | 30.0 (86)                            | 30.0 (86)                            | 30.6 (87,1)                          | 30.6 (87,1)                          | 30.6 (87,1)                          | 29.4 (84,9)                          | 28.9 (84)                            | 29.4 (84,9)                          | 28.9 (84)                            | 28.9 (84)                            | 29.4 (84,9)                          | 29.4 (84,9)                          | 29,7 (85,5)                          |
| Minima medie °C (°F)                                       | 22.2 (72)                            | 22.2 (72)                            | 22.2 (72)                            | 22.2 (72)                            | 21.7 (71,1)                          | 21.1 (70)                            | 20.6 (69,1)                          | 20.0 (68)                            | 20.0 (68)                            | 20.0 (68)                            | 20.6 (69,1)                          | 21.1 (70)                            | 21,2 (70,2)                          |
| Minima istorică °C (°F)                                    | 17.2 (63)                            | 17.2 (63)                            | 13.0 (55,4)                          | 17.2 (63)                            | 17.2 (63)                            | 13.3 (55,9)                          | 16.1 (61)                            | 15.0 (59)                            | 15.0 (59)                            | 14.4 (57,9)                          | 15.6 (60,1)                          | 15.6 (60,1)                          | 13,0 (55,4)                          |
| Ploaie mm (inches)                                         | 40.6 (1.598)                         | 96.5 (3.799)                         | 68.6 (2.701)                         | 25.4 (1)                             | 2.5 (0.098)                          | 5.1 (0.201)                          | 5.1 (0.201)                          | 0.8 (0.031)                          | 0.8 (0.031)                          | 0.8 (0.031)                          | 2.5 (0.098)                          | 5.1 (0.201)                          | 253,8 (9,992)                        |
| Ore însorite                                               | 124                                  | 113                                  | 155                                  | 150                                  | 124                                  | 90                                   | 93                                   | 93                                   | 90                                   | 93                                   | 90                                   | 93                                   | 1.308                                |
| Sursa nr. 1: Sistema de Clasificación Bioclimática Mundial |                                      |                                      |                                      |                                      |                                      |                                      |                                      |                                      |                                      |                                      |                                      |                                      |                                      |
| Sursa nr. 2: World Climate Guide (sunshine only)           |                                      |                                      |                                      |                                      |                                      |                                      |                                      |                                      |                                      |                                      |                                      |                                      |                                      |